# Kampene
 (mai 2021).
La mise en forme du texte ne suit pas les recommandations de Wikipédia : il faut le « wikifier ».
Les points d'amélioration suivants sont les cas les plus fréquents. Le détail des points à revoir est peut-être précisé sur la page de discussion.
- Les titres sont pré-formatés par le logiciel. Ils ne sont ni en capitales, ni en gras.
- Le texte ne doit pas être écrit en capitales (les noms de famille non plus), ni en gras, ni en italique, ni en « petit »…
- Le gras n'est utilisé que pour surligner le titre de l'article dans l'introduction, une seule fois.
- L'italique est rarement utilisé : mots en langue étrangère, titres d'œuvres, noms de bateaux, etc.
- Les citations ne sont pas en italique mais en corps de texte normal. Elles sont entourées par des guillemets français : « et ».
- Les listes à puces sont à éviter, des paragraphes rédigés étant largement préférés. Les tableaux sont à réserver à la présentation de données structurées (résultats, etc.).
- Les appels de note de bas de page (petits chiffres en exposant, introduits par l'outil «  Source ») sont à placer entre la fin de phrase et le point final[comme ça].
- Les liens internes (vers d'autres articles de Wikipédia) sont à choisir avec parcimonie. Créez des liens vers des articles approfondissant le sujet. Les termes génériques sans rapport avec le sujet sont à éviter, ainsi que les répétitions de liens vers un même terme.
- Les liens externes sont à placer uniquement dans une section « Liens externes », à la fin de l'article. Ces liens sont à choisir avec parcimonie suivant les règles définies. Si un lien sert de source à l'article, son insertion dans le texte est à faire par les notes de bas de page.
- La présentation des références doit suivre les conventions bibliographiques. Il est recommandé d'utiliser les modèles {{Ouvrage}}, {{Chapitre}}, {{Article}}, {{Lien web}} et/ou {{Bibliographie}}. Le mode d'édition visuel peut mettre en forme automatiquement les références.
- Insérer une infobox (cadre d'informations à droite) n'est pas obligatoire pour parachever la mise en page.

Pour une aide détaillée, merci de consulter Aide:Wikification.
Si vous pensez que ces points ont été résolus, vous pouvez retirer ce bandeau et améliorer la mise en forme d'un autre article.
Kampene est une localité de la province du Maniema en République Démocratique du Congo. C'est un centre d'exploitation artisanale informelle de l'or.

## Localisation
Kampene se trouve dans le territoire de Pangi, dans la province du Maniema. Elle est située sur la route RS1122, qui relie Kayuyu sur la RN31 à l'ouest et Lukokola à l'est. Elle est servie par l'aéroport de Kampene. La classification climatique de Köppen est Aw : Savane tropicale, humide. En 2018, la population était de 37 034 habitants.

## Exploitation minière
Kampene se trouve à l'ouest de la ceinture aurifère de Twangiza-Namoya. La région est connue depuis longtemps pour ses gisements de cassitérite, de diamants et d'or. L'exploitation minière dans la région forestière autour de Kampene remonte à la période coloniale, lorsqu'elle était entreprise par la Compagnie Belge des Mines (COBELMIN). La ville de Kampene a été fondée à l'époque coloniale pour soutenir les opérations minières d'or, de cassitérite et de coltan. Les Belges ont installé une centrale électrique, construit une piste d'atterrissage, ainsi que des écoles, des églises et un hôpital. L'exploitation minière a continué malgré les bouleversements qui ont suivi l'indépendance.
Le gouvernement de la RDC souhaite formaliser l'exploitation de l'or, qui représente une part importante de l'économie de l'est de la RDC, afin de tarir le financement des groupes armés illégaux. Une étude des mines d'or artisanales autour de Kampene a été menée en juillet / août 2014 dans le cadre de ce processus. Les problèmes concernaient notamment la taxation illégale par les forces de sécurité et par les autorités administratives et locales, les pots-de-vin pour dissimuler ou sous-estimer la production, et la présence de groupes armés. Les mineurs étaient organisés en coopératives telles que CEAMI (248 mineurs), COMIKABA (137 mineurs), COMIZO (95 mineurs), COMILU (92 mineurs) et d'autres groupes plus petits. Les entreprises officielles comprenaient BITMAK, avec un permis d'exploration de diamants, et Kampene Mining SPRL, qui prévoyait de commencer l'exploitation minière en utilisant des techniques industrielles. Kampene Mining a déclaré vouloir travailler avec les coopératives et acheter une partie de leur production, mais il n'existe pratiquement aucun lien entre les coopératives et les entreprises propriétaires des zones.
Le Kampene Gold Pilot est un projet de coopération germano-congolais qui vise à encourager les chaînes d'approvisionnement en or légales pour l'exploitation artisanale et à petite échelle de l'or autour de la ville de Kampene. Cette zone compte plus de 10 000 mineurs d'or informels, qui se sont organisés en neuf coopératives et exploitent 32 mines d'or. Si le secteur peut faire preuve de plus d'ouverture en traçant les mouvements d'or et en déclarant les transactions, des progrès pourraient être accomplis vers des conditions de travail plus sûres et une réduction des dommages causés à l'environnement. En octobre 2019, une mine d'or illégale à Kampene s'est effondrée, tuant au moins 21 personnes.